# Kristian Nairn
Pour les articles homonymes, voir Nairn (homonymie).
Kristian Nairn, né le 25 novembre 1975 à Lisburn, en Irlande du Nord, est un acteur et disc jockey britannique. Il est notamment connu pour interpreter le rôle de Hodor dans la série télévisée Game of Thrones.

## Biographie

### Carrière d'acteur
La représentation de Hodor par Nairn dans Game of Thrones était son premier rôle d'acteur; Nairn a gagné assez pour acheter une maison pour sa mère.
En 2018, on a annoncé que Kristian Nairn apparaîtrait dans une campagne publicitaire pour eToro. Cette campagne a été lancée sur Youtube en octobre 2018 et a présenté le mème Internet HODL,.

### Carrière de DJ

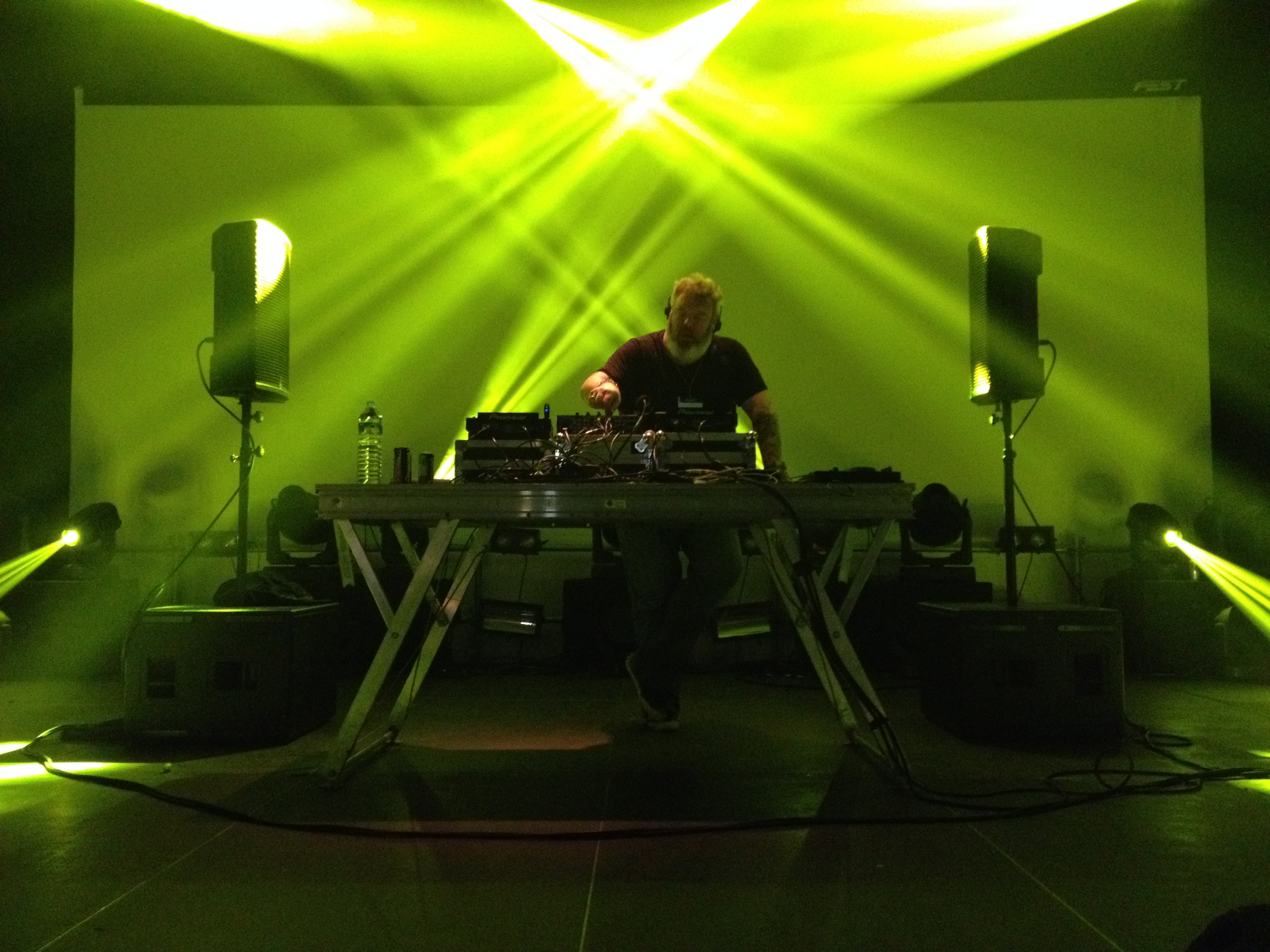
Kristian Nairn lors du Fest à Lyon en 2015.

Kristian Nairn est disc jockey de profession. Il a notamment été résident du club gay de Belfast « le Kremlin » durant plus de dix ans. En 2014, il effectue une tournée australienne, Rave of Thrones, reprenant des thèmes musicaux et des costumes de la série télévisée Game of Thrones qui l'a rendu célèbre,. Fin 2017, il effectue la première partie des concerts de Dimitri Vegas & Like Mike à Anvers. Il était le DJ lors de la fête d'anniversaire de la BlizzCon 2016 et des festivités de clôture de la BlizzCon 2018,. Nairn est un guitariste accompli. Il a eu l'occasion de jouer dans les coulisses avec Megadeth lors du Hellfest Festival à Clisson, France en juin 2018, Kristian Nairs est le DJ de la BlizzCon 2021

### Vie privée
En mars 2014, lors d'une interview avec un site de fans, Nairn annonce publiquement être gay. Il déclare à ce propos : « Pour être honnête, quand vous parlez de « la communauté gay », vous parlez de MA communauté. Bien sûr que je suis au courant, et je trouve ça vraiment adorable. Il ne se passe pas une journée sans que je reçoive quelques messages, mais 99% d'entre eux sont tout à fait mignons et pas sexuels du tout ! Encore une fois, c'est un honneur pour moi, et je le pense vraiment ». Il poursuit en disant : « Je n'ai jamais caché ma sexualité à quiconque au cours de ma vie, et j'ai attendu que quelqu'un me pose la question dans une interview, car ça n'est pas quelque chose que l'on lâche comme ça ».

## Filmographie
| Année     | Titre                               | Rôle                 | Notes                                   |
| --------- | ----------------------------------- | -------------------- | --------------------------------------- |
| 2011-2016 | Game of Thrones                     | Hodor                | 24 épisodes (rôle récurrent)            |
| 2011      | Making of Game of Thrones           | lui-même             | documentaire                            |
| 2012–2013 | Ripper Street                       | Barnaby Silver       | 2 épisodes                              |
| 2013      | Chronicles of Comic Con             | lui-même             | série TV; épisode Wondercon 12          |
| 2014      | Our Gay Wedding                     | lui-même             | téléfilm/musical                        |
| 2014      | Treasure Trapped                    | lui-même             | documentaire                            |
| 2015      | The Four Warriors                   | Baliphar             | film                                    |
| 2016      | Mythica 5 : Le crépuscule des Dieux | le dieu forgeron Tek | film                                    |
| 2018      | The Rookie : le flic de Los Angeles | Wallace              | série TV ; épisode 1x04                 |
| 2022-2023 | Our Flag Means Death                | Wee John Feeney      | série TV ; 14 épisodes (rôle récurrent) |